# Baasisme
Le baasisme, baathisme ou, plus fidèlement, ba'thisme (en arabe : البعثية al-baʿṯiyyaḧ, dérivé de بعث baʿṯ, « résurrection ») désigne l'idéologie politique de la mouvance politique nationaliste arabe connue comme Baas (Parti socialiste de la résurrection arabe, en arabe حزب البعث العربي الاشتراكي, ḥizb al-baʿṯ al-ʿarabī al-ištirākī) qui promeut la création et le développement d’un État arabe unifié à travers la direction d’un parti d’avant-garde sur un gouvernement socialiste. 
L'idéologie est officiellement basée sur les théories des intellectuels syriens Michel Aflaq (du parti Baas irakien), Zaki al-Arsouzi (du parti Baas syrien) et Salah Eddine Bitar. Les dirigeants baasistes de l'ère moderne comprennent les anciens présidents irakiens Ahmed Hassan al-Bakr et Saddam Hussein, l'ancien président syrien Hafez el-Assad et son fils, l'ancien président syrien, Bachar el-Assad.
L'idéologie baasiste prône « l'illumination des Arabes » ainsi que la renaissance de leur culture, de leurs valeurs et de leur société. Il prône également la création d'États à parti unique et rejette le pluralisme politique dans un laps de temps indéterminé – le parti Baas utilise théoriquement un laps de temps indéterminé pour développer une société arabe « éclairée ». Le baasisme est basé sur les principes de la laïcité, du nationalisme arabe, du panarabisme et du socialisme arabe.
Le baasisme préconise des politiques économiques socialistes telles que la propriété de l'État sur les ressources naturelles, le protectionnisme, la distribution des terres aux paysans et favorise les économies planifiées. Bien qu'inspirés par les penseurs socialistes occidentaux, les premiers théoriciens baasistes ont rejeté le concept marxiste de lutte des classes, arguant qu'il entrave l'unité arabe. Les baasistes soutiennent que le socialisme est le seul moyen de développer la société arabe moderne et de l'unir.
Les deux États baasistes qui ont existé (l'Irak et la Syrie) ont différé idéologiquement, le Parti Baas d'origine s'est scindé en deux après le Coup d'État de 1966 en Syrie à la suite du renversement des aflaquistes par des militaires syriens néo-baasistes, scindant le parti entre le Parti Baas syrien qui reconnaît uniquement Zaki al-Arzouzi comme théorien du baasisme, tandis que le Parti Baas irakien soutient que Michel Aflak et Salah Eddine Bitar sont les théoriciens légitime du parti.
Un autre point de division est l'évolution idéologique des deux partis séparés qui prendront des virages fortement différents, se disputant l'hégémonie dans le mouvement baasiste, le parti dominé par la Syrie étant « régionaliste » (abandonnant le panarabisme), tandis que le parti irakien soutenait toujours une version panarabiste.

## Histoire
L'idée du Baas ou de la résurrection (de la nation arabe) nait en Syrie au début du XXe siècle.
L'Empire ottoman qualifié d'« homme malade de l’Europe » tire clairement vers sa fin et les puissances occidentales commencent à occuper l'Afrique du Nord et encerclent le Moyen-Orient. En Turquie, le mouvement des Jeunes-Turcs fondé en 1889 réagit à l'autoritarisme interne et à la faiblesse du sultan Abdul Hamid II (1842-1918) face à l'agressivité des empires et des nationalismes européens en alimentant un nationalisme turc. Ce mouvement est accueilli par une vague d'enthousiasme dans l'ensemble des provinces arabes, dans un premier temps. Mais l'enthousiasme dure peu, car l'arrivée au pouvoir, en 1909, du Comité de l'Union et du Progrès (CUP) et ses politiques de « turquification de l'Empire » vont très vite décevoir les élites arabes.
Une conscience nationale arabe, commence à prendre forme, selon les historiens, avec l'organisation en 1919 à Paris du Congrès général arabe. Mais avec le temps le nationalisme arabe se divisera en plusieurs courants.
Parmi les nombreuses personnalités intellectuelles pan-arabistes, les précurseurs du modèle Baassiste de réunification de la « Oumma » ou « grande nation arabe » sont les intellectuels syriens Michel Aflak, Salah Eddine Bitar et Zaki al-Arzouzi.
Le premier Parti Baas (ou, plus précisément, Ba'th) est créé en 1947 à Damas, et il a pour but l'unification des différents États arabes en une seule et grande nation : la Oumma.

## Idéologie de base
La doctrine baassiste s'inscrit dans la logique du nationalisme arabe et du panarabisme mais s'inspire aussi des idéaux d'égalité et de justice sociale du socialisme en général et du socialisme arabe en particulier. « Par conséquent le nationalisme oriental n’a pas de préférence déterminée pour ce qui est propre à la nation à laquelle on appartient. Il ne condamne pas non plus les doctrines nouvelles et les institutions du progrès. Il est foncièrement libéral, il ne connaît d’ennemi que la domination étrangère et le conservatisme fanatique et moyenâgeux. Il se propose de briser les chaînes qui pèsent sur lui de l’asservissement de l’Occident en réformant les fondements de son existence nationale. » Les fondateurs de ce mouvement appartiennent à différents groupes culturels et religieux et considèrent la laïcité comme un des piliers de base d'une unité dont le ciment a été non pas l'appartenance religieuse mais la culture et la langue arabe. Même si les fondateurs du baassisme sont en général chrétiens, druzes et musulmans appartenant à des schismes minoritaires, une place spéciale est réservée à la religion musulmane. « Je suis musulman avant d’être arabe parce que l’islam est la religion de l’humanisme. L’humanisme prime sur le particularisme. Si le nationalisme est une échelle vers cette religion, je suis le premier à sacrifier ma plume, ma langue, mes biens et mon sang pour mon arabisme qui n’a jamais cessé de combattre l’injustice et la tyrannie ; combat qui est l’une des caractéristiques de l’Islam. » » La devise du parti est  Wihda, Hurriya, Ishtirrakiya (وحدة حرية اشتراكية) ou « Unité, Liberté, Socialisme ».

### Définition
Le baasisme tel que développé par Aflak, Arsouzi et Bitar était une idéologie unique de nationalisme de gauche, arabo-centrique. L'idéologie se présentait comme représentant « l'esprit arabe contre le communisme matérialiste » et « l'histoire arabe contre la réaction morte ». Il présentait une similitude idéologique et une perspective favorable avec la politique du Mouvement des non-alignés de Jawaharlal Nehru, Gamal Abdel Nasser et Josip Broz Tito et s'opposait historiquement à l'affiliation soit au bloc occidental dirigé par les États-Unis, soit au bloc de l'Est dirigé par les Soviétiques pendant la Guerre froide.

### Concepts

#### Nationalisme panarabe
Aflak a soutenu le point de vue de Sati al-Housri selon lequel la langue était le principal facteur d'unification de la nation arabe parce que la langue conduisait à l'unité de la pensée, des normes et des idéaux. L'histoire était également un autre élément unificateur, car elle était le « terrain fertile dans lequel notre conscience prenait forme ». Le centre de la pensée baasiste d'Aflaq était le trait baʽath (signifiant littéralement « renaissance »).
Cette renaissance ne pourrait être atteinte qu’en unissant la nation arabe et elle transformerait le monde arabe politiquement, économiquement, intellectuellement et moralement. Cette « future renaissance » serait une « renaissance », alors que la première renaissance arabe avait été l’émergence de l’Islam au VIIe siècle, selon Aflaq. La nouvelle « renaissance » apporterait un autre message arabe, résumé dans le slogan du parti Baas « Une nation, porteuse d'un message éternel ».
La nation arabe ne pouvait atteindre cette « renaissance » qu’à travers un processus révolutionnaire visant les objectifs de « l’unité, de la liberté et du socialisme ». Selon Aflak, une nation ne pouvait que « progresser » ou « décliner ». Les États arabes de son époque ne pouvaient que progressivement « décliner » en raison de leurs maladies – « féodalité, sectarisme, régionalisme, réactionnisme intellectuel ». Ces problèmes, pensait Aflak, ne pourraient être résolus que par un processus révolutionnaire. Une révolution ne pouvait réussir que si les révolutionnaires étaient purs et dévoués presque religieusement à cette tâche. Aflak a soutenu la vision léniniste de la nécessité d'un parti d'avant-garde après une révolution réussie, qui n'était pas un « résultat inévitable ».
Aflak croyait que la jeunesse était la clé d’une révolution réussie. Les jeunes étaient ouverts au changement et à l’illumination parce qu’ils n’avaient pas encore été endoctrinés par d’autres points de vue. Selon Aflaq, un problème majeur était la désillusion de la jeunesse arabe. La désillusion a conduit à l'individualisme et l'individualisme n'était pas un signe sain dans un pays sous-développé, contrairement aux pays développés, où il était un signe sain.
La tâche principale du parti avant la révolution était de diffuser des idées éclairées auprès du peuple et de défier les éléments réactionnaires et conservateurs de la société. Selon Aflaq, un parti Baas assurerait une politique de prosélytisme pour maintenir les masses non instruites à l'écart du parti jusqu'à ce que la direction du parti soit éclairée par les pensées des Lumières. Cependant, le parti était aussi une organisation politique et, comme le note Aflak, la politique était « un moyen [...] est la question la plus sérieuse à ce stade ».
Aflak a soutenu l'idée d'un parti révolutionnaire militant engagé basé sur le modèle léniniste, qui en pratique était basé sur le centralisme démocratique. Le parti révolutionnaire s'emparerait du pouvoir politique et à partir de là transformerait la société pour le plus grand bien. Même si le parti révolutionnaire était numériquement minoritaire, il était une institution toute-puissante qui avait le droit d'initier une politique même si la majorité de la population s'y opposait. Comme pour le modèle léniniste, le parti Baas savait ce qui était bien et ce qui ne l'était pas puisque la population dans son ensemble ne le savait pas encore car elle était encore influencée par l'ancien système de valeurs et de morale.

#### Classes réactionnaires
Selon Aflak, la grande révolte arabe (1916-1918) contre l'Empire ottoman n’a pas réussi à unifier le monde arabe parce qu’elle était dirigée par une classe réactionnaire. Il pensait que la classe dirigeante, qui soutenait la monarchie comme le faisaient les dirigeants de la révolte arabe, était synonyme de classe réactionnaire. Dans l'idéologie baasiste, la classe dirigeante est remplacée par une classe progressiste révolutionnaire. Aflak était farouchement opposé à toute forme de monarchie et décrivait la révolte arabe comme « les illusions des rois et des seigneurs féodaux qui comprenaient l'unité comme le rassemblement de l'arriération à l'arriération, de l'exploitation à l'exploitation et du nombre au nombre comme les moutons ».
C'est la vision de la classe réactionnaire sur l'unité arabe qui a laissé la révolte arabe « lutter pour l'unité sans sang ni courage ». Aflak considérait l'unification allemande comme une preuve de cela. Ce point de vue mettait Aflak en contradiction avec certains nationalistes arabes germanophiles. Selon Aflak, l'unification de l'Allemagne par Bismarck a créé la nation la plus répressive que le monde ait jamais connue, une évolution qui pourrait en grande partie être imputée à la monarchie existante et à la classe réactionnaire. Selon Aflaq, copier l'exemple allemand serait désastreux et conduirait à l'esclavage du peuple arabe.
La seule façon de combattre les classes réactionnaires résidait dans la révolution « progressiste », dont le centre est la lutte pour l’unité. Cette lutte ne pouvait être séparée de la révolution sociale – séparer les deux équivaudrait à affaiblir le mouvement. Les classes réactionnaires, qui se contentent du statu quo, s'opposeraient à la révolution « progressiste ». Même si la révolution réussissait dans une « région » (pays), cette région serait incapable de se développer en raison des contraintes de ressources, de la petite taille de la population et des forces anti-révolutionnaires détenues par d’autres dirigeants arabes. Pour qu’une révolution réussisse, le monde arabe devrait évoluer vers un « tout organique » (littéralement devenir un). En bref, l’unité arabe est à la fois la cause de la révolution « progressiste » et son effet.
La Ligue arabe constitue un obstacle majeur au succès de la révolution. Aflaq pensait que la Ligue arabe renforçait à la fois les intérêts régionaux et les classes réactionnaires, affaiblissant ainsi les chances de création d’une nation arabe. En raison de la situation mondiale où la majorité des États arabes étaient sous la domination des classes réactionnaires, Aflaq a révisé son idéologie pour l’adapter à la réalité. Au lieu de créer une nation arabe par le biais d’une révolution progressiste à l’échelle arabe, la tâche principale des révolutionnaires progressistes serait de propager la révolution d’un pays arabe à l’autre. Une fois transformés avec succès, les pays révolutionnaires progressistes créés s’uniraient un par un jusqu’à ce que le monde arabe évolue en une seule nation arabe. La révolution ne réussirait pas si les gouvernements révolutionnaires progressistes ne contribuaient pas à sa propagation.

#### Liberté
« La liberté n’est pas un luxe dans la vie de la nation mais son fondement, son essence et son sens. »

— Aflak dans un discours daté de 1959
Fondamentalement, Aflak avait une vision autoritaire de la liberté. Contrairement au concept libéral-démocrate de liberté, dans la vision d'Aflak, la liberté serait assurée par un parti Baas qui ne serait pas élu par la population parce que le parti avait à cœur le bien commun. L'historien Paul Salem considérait la faiblesse d'un tel système comme « assez évidente ».
Aflak considérait la liberté comme l'une des caractéristiques déterminantes du Baasisme. L'articulation des pensées et l'interaction entre les individus sont un moyen de construire une nouvelle société. Selon Aflak, c'est la liberté qui crée de nouvelles valeurs et pensées. Aflaq croyait que vivre sous l'impérialisme, le colonialisme, une dictature religieuse ou non éclairée affaiblissait la liberté car les idées venaient d'en haut et non d'en bas à travers l'interaction humaine. Selon Aflak, l'une des principales priorités du parti Baas était de diffuser de nouvelles idées et pensées et de donner aux individus la liberté dont ils avaient besoin pour poursuivre leurs idées, car le parti s'interposerait entre le peuple arabe et ses oppresseurs impérialistes étrangers et ces formes de tyrannie qui surgit au sein de la société arabe.
Même si la notion de liberté était un idéal important pour Aflak, il était favorable au modèle léniniste de lutte révolutionnaire continue et il n’a pas développé de concepts pour une société dans laquelle la liberté était protégée par un ensemble d’institutions et de règles. Sa vision d'un État à parti unique dirigé par le parti Baas, qui diffusait des informations au public, était à bien des égards contraire à sa vision des interactions individuelles. Le parti Baas, par sa prééminence, établirait la « liberté ». Selon Aflak, la liberté ne pouvait pas venir de nulle part car elle avait besoin d’un groupe progressiste éclairé pour créer une société véritablement libre.

#### Socialisme
« Nous n’avons pas adopté le socialisme à partir de livres, d’abstractions, d’humanisme ou de pitié, mais plutôt par nécessité… car la classe ouvrière arabe est le moteur de l’histoire de cette période. »

— Le point de vue d'Aflaq sur la nécessité du socialisme
Le socialisme est un pilier important du programme baasiste. Bien qu'influencés par les socialistes occidentaux et les partis marxistes, les fondateurs du parti Baas ont construit une vision socialiste qu'ils croyaient plus adaptable au contexte historique arabe. Les articles 26 à 37 de la Charte du parti Baas de 1947 décrivent les principes clés du socialisme baasiste. Certains d’entre eux sont :

« * Article 26 : Le parti arabe Baas est socialiste et estime que la richesse économique de la patrie appartient à la nation.
- Article 27 : La répartition actuelle des richesses dans la patrie arabe est injuste. Il sera donc revu et distribué parmi les citoyens de manière juste.
- Article 29 : Les établissements d'utilité publique, les principales ressources naturelles, les principaux moyens de production et de transport sont la propriété de la nation et seront administrés directement par l'Etat. Les sociétés et les concessions étrangères seront supprimées.
- Article 30 : La propriété agricole sera fixée proportionnellement à la capacité du propriétaire de l'exploiter pleinement sans exploiter l'effort d'autrui, sous le contrôle de l'Etat et conformément à son programme économique général.
- Article 31 : La petite propriété industrielle sera fixée proportionnellement aux normes économiques dont jouissent les autres citoyens de l'État.
- Article 32 : Les ouvriers participeront à la gestion de l'usine et se verront attribuer, en plus de leur salaire qui sera fixé par l'Etat, une part des bénéfices de l'usine dans une proportion qui sera fixée par l'Etat.
- Article 35 : L'usure entre citoyens sera interdite et une banque gouvernementale unique sera fondée qui émettra la monnaie.
- Article 36 : L'État supervisera directement le commerce intérieur et extérieur afin d'abolir l'exploitation entre consommateur et producteur, et afin de protéger le commerce et la production nationale de la concurrence étrangère. »

— Constitution du Parti Baas socialiste arabe (1947).
Pour un peuple aussi spirituel que les Arabes, la classe ouvrière n’était qu’un groupe, même s’il s’agissait du groupe le plus important, au sein d’un mouvement beaucoup plus vaste visant à libérer la nation arabe. Contrairement à Karl Marx, Aflak ne savait pas vraiment quelle était la place de la classe ouvrière dans l’histoire. Contrairement à Marx, Aflak croyait également au nationalisme et pensait que dans le monde arabe, toutes les classes, et pas seulement la classe ouvrière, travaillaient contre « la domination capitaliste des puissances étrangères ». Ce qui était une lutte entre différentes classes en Occident était dans le monde arabe une lutte pour l’indépendance politique et économique.
Pour Aflak, le socialisme était un moyen nécessaire pour atteindre l’objectif d’initier une période de « renaissance » arabe, en d’autres termes une période de modernisation. Tandis que l’unité rassemblait le monde arabe et que la liberté offrait la liberté au peuple arabe, le socialisme était la pierre angulaire qui rendait l’unité et la liberté possibles, car pas de socialisme n’implique pas de révolution. Selon Aflak, un système démocratique constitutionnel ne réussirait pas dans un pays comme la Syrie dominé par un système économique « pseudo-féodal » dans lequel la répression du paysan annulait la liberté politique du peuple. La liberté ne signifiait presque rien pour la population syrienne frappée par la pauvreté et Aflak considérait le socialisme comme la solution à leur sort.
Selon Aflak, le but ultime du socialisme n'était pas de répondre à la question de savoir dans quelle mesure le contrôle de l'État était nécessaire ou l'égalité économique, mais plutôt le socialisme était « un moyen de satisfaire les besoins animaux de l'homme afin qu'il puisse être libre de poursuivre ses devoirs en tant qu'homme ». un être humain". En d’autres termes, le socialisme était un système qui libérait la population de l’esclavage et créait des individus indépendants. Cependant, l'égalité économique était un principe majeur de l'idéologie baasiste, car l'élimination des inégalités « éliminerait tout privilège, exploitation et domination d'un groupe sur un autre ». En bref, pour que la liberté réussisse, le peuple arabe avait besoin du socialisme.
Aflak a qualifié cette forme de socialisme de socialisme arabe pour signifier qu'elle existait en harmonie avec le nationalisme arabe et qu'elle était, d'une certaine manière, subordonnée à lui. Selon Aflak, qui était chrétien orthodoxe, l'enseignement et les réformes de Mahomet avaient donné au socialisme une expression arabe authentique. Le socialisme était considéré par Aflak comme une justice et les réformes de Mahomet étaient à la fois justes et sages. Selon Aflak, les baasistes modernes lanceraient une autre voie de formes justes et radicales, tout comme Mahomet l'avait fait au septième siècle.

#### Rôle de l'Islam
Bien que chrétien, Aflak considérait la création de l'Islam comme une preuve du « génie arabe » et un témoignage de la culture, des valeurs et de la pensée arabes. Selon Aflak, l’essence de l’Islam résidait dans ses qualités révolutionnaires. Aflak a appelé tous les Arabes, musulmans et non-musulmans, à admirer le rôle que l'Islam a joué dans la création du caractère arabe, mais sa vision de l'Islam était purement spirituelle et Aflak a souligné qu'il « ne devrait pas être imposé » à l'État et la société. Aflak a souligné à maintes reprises que le parti Baas était contre l'athéisme, mais aussi contre le fondamentalisme musulman, car les fondamentalistes représentaient une « foi superficielle et fausse ».
Selon l'idéologie baasiste, toutes les religions étaient égales. Malgré sa position anti-athée, Aflak était un fervent partisan d'un gouvernement laïc et a déclaré qu'un État baasiste remplacerait la religion par un État « fondé sur une fondation, le nationalisme arabe et une morale : la liberté ».

## Néo-baasistes
Abraham Ben-Tzur a qualifié le Parti Baas syrien qui a pris le pouvoir lors de la révolution du 8 mars en Syrie et avait pris le pouvoir en Irak de « néo-baas » pour la raison que le parti baas était allé au-delà de leur Base idéologique panarabe et prééminence accentuée de l'appareil militaire. Le document clé du parti Certaines Propositions Théoriques déclare que « le socialisme est le véritable objectif de l'unité arabe... L'unité arabe est la base obligatoire pour la construction d'une société socialiste ».
En bref, le panarabisme est devenu le moyen d'atteindre la fin de la transformation économique et sociale. John F. Devlin est d'accord sur la question et déclare que le « Parti Baas, qui a commencé avec l'unité comme sa priorité absolue, qui était prêt à travailler dans une variété de systèmes politiques du Moyen-orient, qui voulait la justice sociale dans la société, avait pratiquement disparu au début des années 1960. À sa place, des organisations Baas se sont développées, qui se concentraient principalement sur leur propre région, qui prônaient et créaient dans la mesure du possible des gouvernements centralisés autoritaires, qui reposaient fortement sur le pouvoir militaire et qui étaient très proches d'autres mouvements socialistes et étaient moins typiquement baasistes ».
Le gouvernement de Salah Jedid a abandonné l'objectif traditionnel de l'unité panarabe et l'a remplacé par une forme radicale de socialisme occidental. Le changement d'extrême gauche s'est fortement reflété dans la propagande idéologique du nouveau gouvernement; marquée par l'usage généralisé de termes tels que « guerre populaire » (elle-même un terme maoïste, car la Guerre des six jours a été proclamée comme une « guerre populaire » contre Israël) et « lutte des classes ».
En 1968, Al-Bitar a quitté le mouvement Baas, affirmant que « ces partis avaient cessé d'être ce qu'ils avaient prévu d'être, ne conservant que leurs noms et agissant comme les organes du pouvoir et les instruments des gouvernements régionaux et dictatoriaux ». Contrairement aux attentes, Aflak est resté avec le mouvement Baas et est devenu l'idéologue du mouvement Baas dominé par l'Irak. Ses opinions idéologiques sont restées plus ou moins les mêmes, mais en Irak, il a été marginalisé politiquement. Dans la Syrie d'après 1966, le véritable centre du pouvoir avait été confié au comité militaire néo-baasiste. Jusqu'en 1970, une rivalité de pouvoir tendue existait entre Salah Jedid et Hafez al-Assad, le premier étant le chef des baasistes civils tandis que le général Hafez al-Assad augmentait son contrôle sur l'aile militaire du parti Baas et diverses unités de l'armée et renversera l'aile d'extrême gauche du Parti Baas syrien au profit d'une politique de nationalisme syrien pragmatique et moins à gauche.

### Assadisme

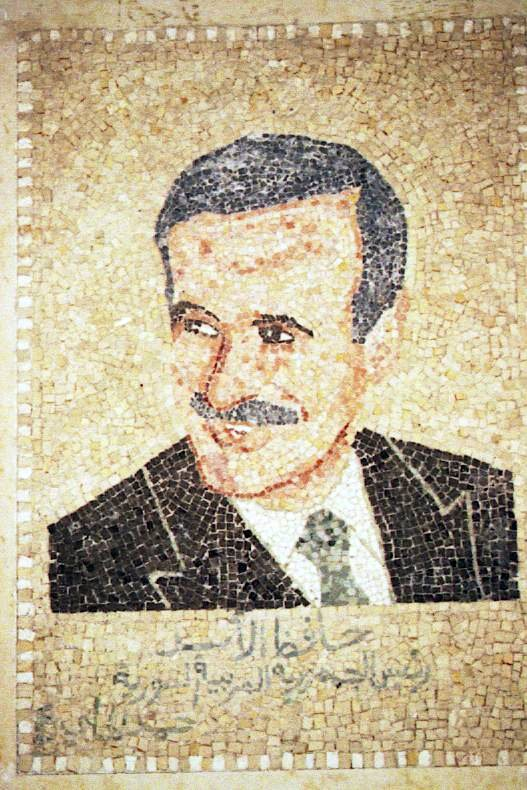
Mosaïque représentant Hafez el-Assad à Chahba en 2003.

L'assadisme (Assadiyah) est une idéologie néo-baasiste basée sur la politique de Hafez al-Assad, après sa prise du pouvoir lors du coup d'État de 1970, décrit dans l'histoire officielle baasiste comme le « Mouvement correctif ». Il consacre le rôle de leadership de la famille Assad dans la politique syrienne et a construit le régime Assad d'une manière hautement personnaliste, c'est-à-dire un gouvernement basé sur le chef et tournant autour de lui. Dans ce système socio-politique, le parti Baas essaie de dépeindre la sagesse d'Assad comme « au-delà de la compréhension du citoyen moyen ». A travers cet appareil, également connu sous le nom de « système baatho-assadiste », le parti Baas instrumentalise son contrôle sur les sphères politique, sociale, économique, culturelle, éducative et religieuse de la Syrie pour imposer son idéologie néo-baasiste dans la société au sens large et préserver l'emprise de la famille Assad sur le pouvoir. L'objectif du général Assad était de consolider l'État socialiste avec le parti Baas comme avant-garde en établissant un système « à l'épreuve des coups d'État » qui éliminait les rivalités entre factions. Dès qu'il a pris le pouvoir, les forces armées, la police secrète, les forces de sécurité et la bureaucratie ont été purgées ; les soumettant au commandement du parti en installant des élites baasistes fidèles à Assad.

## Baasisme irakien

### Saddamisme

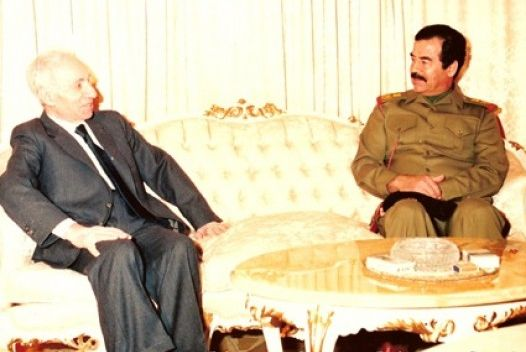
Saddam Hussein (à droite) s'entretenant avec Aflak (à gauche) en 1988.

Le saddamisme (Saddamiya) est une idéologie politique basée sur la politique liée à et poursuivie par Saddam Hussein., Il a également été mentionné par les politiciens irakiens comme le baasisme saddamiste (Al-Baʽthiya Al-Saddamiyya). Il est officiellement décrit comme une variante distincte du baathisme. Il épouse le nationalisme irakien et un monde arabe centré sur l'Irak qui appelle les pays arabes à adopter le discours politique saddamiste irakien et à rejeter « le discours nassérien » qui, selon lui, s'est effondré après 1967. Il est militariste et considère les différends et conflits politiques de manière militaire comme des « batailles » nécessitant : « combats », « mobilisation », « champs de bataille », « bastions » et « tranchées ».
Saddam et ses idéologues ont cherché à fusionner un lien entre l'ancienne civilisation babylonienne et assyrienne en Irak avec le nationalisme arabe en prétendant que les anciens Babyloniens et Assyriens sont les ancêtres des Arabes. Ainsi Saddam et ses partisans ont affirmé qu'il n'y a pas de conflit entre l'héritage mésopotamien et le nationalisme arabe.

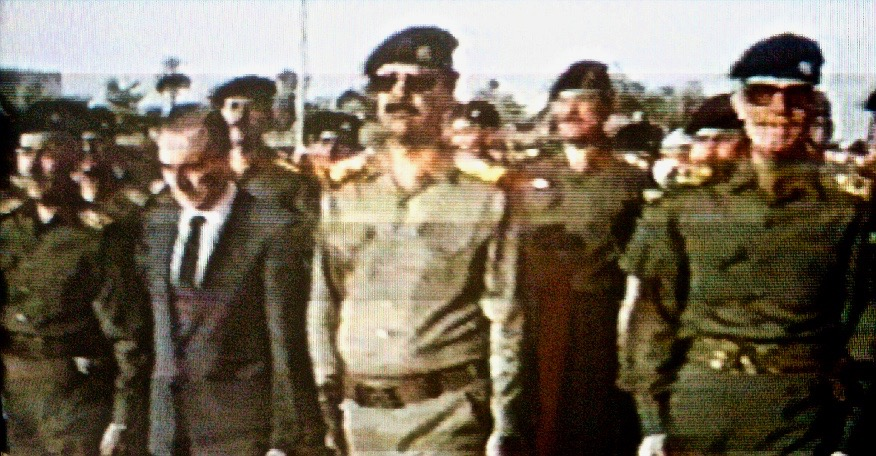
(de gauche à droite : Taha Yassine Ramadan, Shibli al-Aysami, Saddam Hussein, Ezzat Ibrahim al-Douri). Dirigeants baasistes irakiens et syriens (du parti Baas pro-irakien) lors des funérailles de Michel Aflak en 1989.

Le gouvernement de Saddam a critiqué le marxisme et s'est opposé aux concepts marxistes orthodoxes de conflit de classes, de dictature du prolétariat et d'athéisme d'État, ainsi qu'à l'affirmation du marxisme-léninisme selon laquelle les partis non marxistes-léninistes sont automatiquement de nature bourgeoise - affirmant que le parti Baas est un mouvement révolutionnaire populaire et qu'en tant que tel, le peuple rejette les politiques petites bourgeoises. Saddam prétendait que la nation arabe n'avait pas la structure de classe qui existait dans d'autres nations et que les divisions de classe se faisaient davantage selon les lignes nationales entre Arabes et non-Arabes qu'au sein de la communauté arabe, mais il parlait avec affection de Vladimir Lénine et le félicitait d'avoir donné au socialisme russe une spécificité typiquement russe que Marx seul était incapable de faire. Il a également exprimé son admiration pour d'autres dirigeants communistes tels que Fidel Castro, Hồ Chí Minh et Josip Broz Tito en raison de leur esprit d'affirmation de l'indépendance nationale plutôt que de leur communisme.

## Diffusion
La doctrine baasiste a connu une large diffusion au Moyen Orient et en Afrique du Nord. Le Parti Baas prend le pouvoir en Syrie en 1963 et en Irak en 1968 (Coup d'État de 1968 en Irak). Des sections du Parti Baas sont créées également dans plusieurs autres pays du monde arabe :
- Algérie ;
- Bahreïn, Société démocratique nationaliste de rassemblement (Jami'at at-Tajammu' al-Qaoumi ad-Dimuqrati) ;
- Jordanie ;
- Liban ;
- Palestine, Jabhat at-Tahrir el-Arabiyah (Front de libération arabe ou ALF) ;
- Soudan ;
- Tunisie ;
- Yémen.

## Controverses
« Le triomphe baasiste a offert à la Syrie et à l'Irak des décennies de tyrannie, appelées « sécurité et stabilité » (al-amn wa al-istiqrar). Les deux pays ont enduré des autocraties claniques exerçant un absolutisme idéologique, une malignité d’un ordre différent de l’autoritarisme républicain et monarchique standard du monde arabe de la fin du XXe siècle. Des hommes forts sont rapidement apparus dans le milieu baasiste pour créer des entreprises familiales... La subordination du parti, cependant, s'est accompagnée d'un déploiement rigoureux de l'appareil et de l'idéologie du parti au sein de la société régimentaire. »

— Professeur William Harris, Université d'Otago.

### Allégations de fascisme
Cyprian Blamires affirme que « le baasisme pourrait avoir été une variante du fascisme au Moyen-Orient, même si Aflak et d'autres dirigeants baasistes ont critiqué certaines idées et pratiques fascistes ». Selon lui, le mouvement Baas partageait plusieurs caractéristiques avec les mouvements fascistes européens tels que « la tentative de synthétiser le nationalisme radical et antilibéral et le socialisme non marxiste, une vision « révolutionnaire » romantique, mythopoétique et élitiste, la désir de créer un « homme nouveau » et de restaurer la grandeur passée, un parti autoritaire centralisé divisé en factions « de droite » et « de gauche », etc.
Selon Sami Al-Joundi, l'un des cofondateurs du parti Baas arabe fondé par Zaki al-Arsouzi, l'emblème du parti était le tigre car il « excitait l'imagination de la jeunesse, dans la tradition du nazisme et du fascisme », mais en tenant compte du fait que l'Arabe est par nature éloigné des symboles païens [comme la croix gammée]". Le parti Baas d'Arsuzi croyait aux vertus d'un « leader unique » et Arsouzi lui-même croyait personnellement à la supériorité raciale des Arabes.
Le régime syrien aurait notamment financé le Groupe Union Défense en France entre 1980 et 2020[réf. nécessaire].
Le régime baasiste de Bachar al-Assad, malgré son nationalisme fortement ancré à gauche, a reçu le soutien des extrémistes de droite occidentaux, qui ont pris connaissance de lui lors de la crise des réfugiés européens en partie provoquée par la guerre civile syrienne. Les nationalistes occidentaux considèrent également Bachar al-Assad comme un rempart autoritaire contre le mondialisme, l'islamisme et le sionisme. Plusieurs slogans pro-assadistes ont été scandés lors du rassemblement « Unite the right » organisé à Charlottesville en 2017,. Des militants nationaux-révolutionnaires du groupe grec Black Lily ont rejoint la guerre civile syrienne pour combattre aux côtés de l'armée arabe syrienne.

### Allégations de racisme
Le régime de Saddam Hussein ont été accusés de promouvoir un racisme arabe agressif.
Le Parti de l'avant-garde nationale, lié au parti Baas irakien, a été accusé de racisme par le gouvernement mauritanien et certaines formations politiques.
La branche régionale irakienne pouvait approuver ou désapprouver les mariages entre membres du parti et, dans un document du parti, il était ordonné aux branches du parti de « vérifier minutieusement l'origine arabe non seulement de la future épouse mais aussi de sa famille, et aucune approbation ne devait être donnée aux membres ». qui envisagent d'épouser [quelqu'un] d'origine non arabe. Pendant la guerre avec l'Iran, le parti a commencé à affronter des membres qui n'étaient pas d'origine arabe, notamment iranienne. Une note envoyée directement par le secrétariat du parti à Saddam disait que "le parti souffre de l'existence de membres qui ne sont pas arabes à l'origine, car cela pourrait constituer un danger pour le parti à l'avenir". Tous ceux à qui l'adhésion a été refusée et tous ceux dont l'adhésion a été révoquée étaient des baasistes loyaux. Par exemple, un baasiste d'origine iranienne dont l'adhésion a été révoquée était membre du parti depuis 1958, avait également participé à la révolution du Ramadan et avait même été emprisonné par les autorités à la suite du coup d'État irakien de novembre 1963. état parce qu'il soutenait la cause baasiste. Plus tard, les autorités ont commencé à rechercher spécifiquement les personnes d'origine irakienne et tout contact qu'elles avaient avec l'Iran et/ou des Iraniens constituait une raison suffisante pour leur refuser l'adhésion à un parti. Cette politique visait également les baasistes syriens, qui étaient alliés avec l'Iran.

## Sources, références et bibliographie